# Desafectació
La desafectació és una figura jurídica que implica el canvi d'afectació d'un be o dret de domini públic a un altre fi o servei públic diferent, és a dir, una desafectació i una afectació simultànies.A títol de resum: "Constitueix el procediment pel qual decau o se suprimeix la submissió d'un be o un dret al règim de domini públic, incorporant-se aquest bé o dret al règim patrimonial".
Si l'afectació determina la vinculació dels béns i drets a un ús general o a un servei públic, i la seva consegüent integració en el Domini Públic d'acord amb l'art. 65 de la Llei 33/2003 de 3 de novembre de Patrimoni de les Administracions Públiques, la desafectació dels béns i drets de domini públic perdran aquesta condició en els casos en què es produeixi la seva desafectació per deixar de destinar-se a l'ús general o al servei públic i, excepte en els supòsits previstos en la llei, la desafectació haurà de produir-se sempre de forma expressa (art. 69 de la llei 33/2003.<{{format ref}} https://www.boe.es/>).